# Marian Wacław Drozdowski

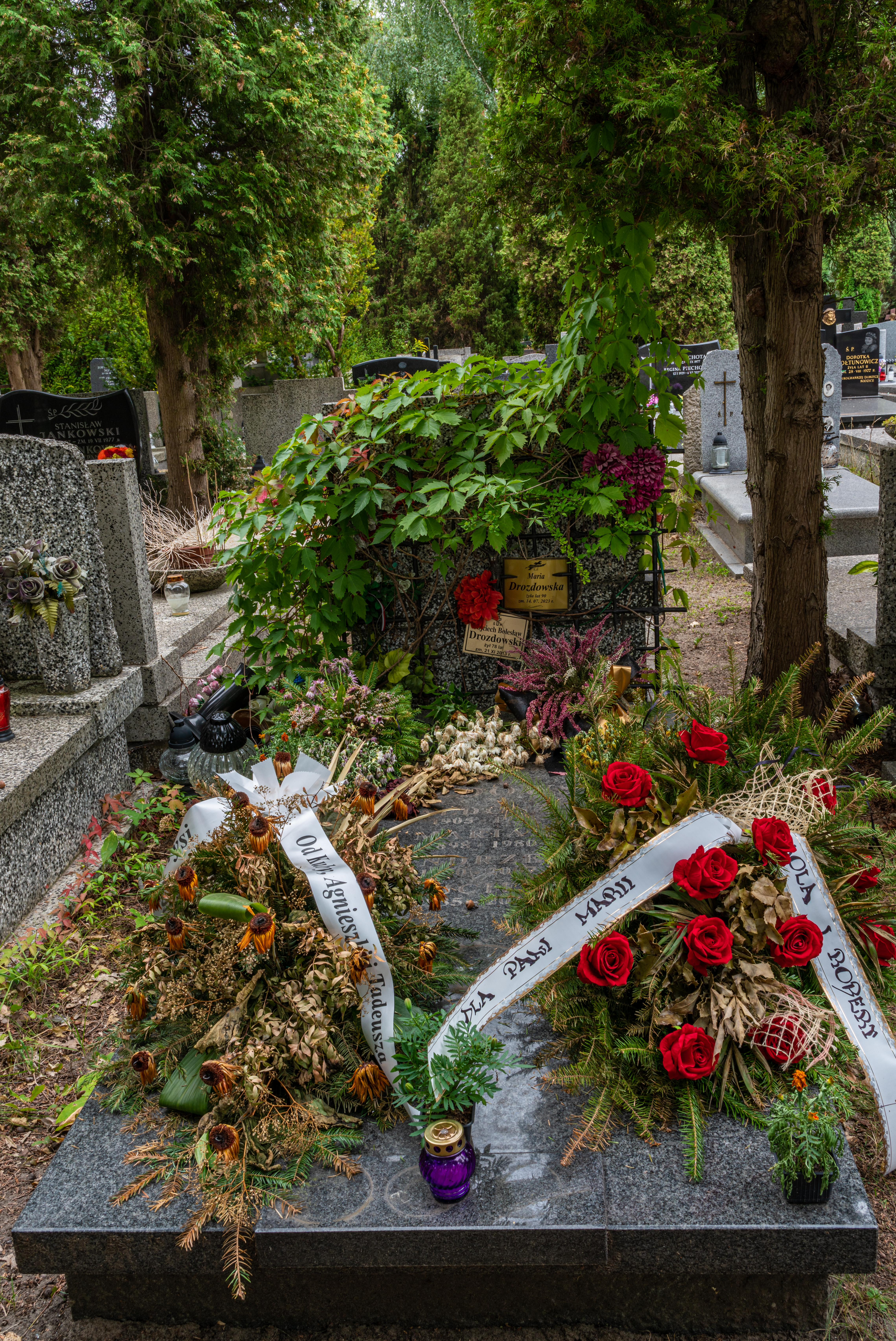
Grób Mariana Wacława Drozdowskiego na cmentarzu Komunalnym Północnym w Warszawie

Marian Wacław Drozdowski (ur. 7 września 1898 w Łodzi, zm. 2 listopada 1980 w Wołominie) – działacz gospodarczy, senator II Rzeczypospolitej, urzędnik.
Syn Wacława, łódzkiego fabrykanta, i Elżbiety z Horodeńskich. Maturę uzyskał w Łodzi w 1916 r., zaś w 1920 złożył egzamin dyplomowy w warszawskiej Wyższej Szkole Handlowej (od 1991 r. SGH). Działał w ZMP „Zet” i w „Zarzewiu”. 12 listopada 1918 roku zgłosił się na ochotnika do powstającego Wojska Polskiego; służył w 28 pułku piechoty. W lipcu 1920 r. ukończył kurs oficerów gospodarczych, uzyskując stopień podporucznika. W listopadzie tegoż roku został urlopowany, zaś w 1921 r. przeniesiony do rezerwy.
Po wojnie polsko-radzieckiej najpierw mieszkał w Warszawie, działał w Towarzystwie Straży Kresowej (1921–1922), a następnie na Śląsku gdzie, z ramienia ZET-u, kierował w latach 1924-1927 śląskim oddziałem Związku Obrony Kresów Zachodnich. W latach 1927–1932 był zastępcą naczelnika wydziału handlu zagranicznego w Ministerstwie Przemysłu i Handlu. Od roku 1932 zamieszkał w Katowicach, był dyrektorem Izby Przemysłowo-Handlowej, udzielał się jako publicysta ekonomiczny. W wyborach 1938 r. został wybrany w województwie śląskim na senatora. Wstąpił do sanacyjnego klubu OZN, był sekretarzem komisji budżetowej i gospodarczej.
Podczas niemieckiej okupacji kierował działem aprowizacji Zarządu Miejskiego w Warszawie. Po wojnie był dyrektorem departamentu w Ministerstwie Handlu Zagranicznego, następnie – do 1968 r. – dyrektorem Centrali Hurtu Spożywczego.
Zmarł 2 listopada 1980 roku, został pochowany na cmentarzu komunalnym Północnym. Z poślubioną 30 października 1932 r. żoną Aldoną z Chomiczów miał córkę Marię (1933) oraz synów – Wojciecha (1935) i Andrzeja (1940). Był odznaczony Krzyżem Komandorskim Orderu Odrodzenia Polski (III kl.), Krzyżem Kawalerskim Legii Honorowej (V kl.), czecho-słowackim Orderem Lwa Białego (1947) i Złotym Krzyżem Zasługi.